# Was so in mir steckt
Was so in mir steckt (Originaltitel: A Song Only I Can Hear) ist ein Jugendroman des australischen Schriftstellers Barry Jonsberg. Erzählt wird die Geschichte des dreizehnjährigen Rob, der sich in eine für ihn unerreichbare Mitschülerin verliebt und unter Leitung eines unbekannten SMS-Schreibers beginnt, an seinem eigenen Selbstwertgefühl zu arbeiten, um sie zu beeindrucken und für sich zu gewinnen. Dabei werden Themen wie Liebe, Freundschaft und Sexualität behandelt.
A Song Only I Can Hear erschien 2018 beim Verlag George Allen & Unwin in englischer Sprache und 2019 beim Verlag Random House in deutscher Übersetzung. Das Buch wurde von Ulla Höfker ins Deutsche übersetzt.

## Inhalt
Der dreizehnjährige Rob Fitzgerald wundert sich über die Liebe. Er ist fest entschlossen, ihr auf den Grund zu gehen und mehr über sie zu erfahren. Dazu hat Rob allen Grund, seit er in der Schule zum ersten Mal den Blick auf Destry Camberwick geworfen und sich sofort in sie verliebt hat. Er möchte sie unbedingt auf sich aufmerksam machen. Seine starke Schüchternheit und immer wieder auftretenden Panikattacken machen ihm bei diesem Vorhaben jedoch einen Strich durch die Rechnung. Auch wenn er sich seinen Eltern, seinem besten Freund Andrew und seinem Großvater „Pop“ anvertrauen kann, muss er sich selbst eine Strategie ausdenken, um Destry für sich zu gewinnen. So ist er, der eigentlich ein unsportlicher Typ ist, der Torwart seiner Schule im alljährlichen Spiel gegen die verfeindete Privatschule St. Martin, um Destry zu beeindrucken, und führt den feindseligen Hund Dixie im Park aus, um dort zufällig Destry mit ihrem eigenen Hund zu begegnen.
Zusätzlich erhält er mysteriöse SMS-Nachrichten von einer anonymen Person, die Robs Gefühle gegenüber seiner Mitschülerin kennt und ihn immer wieder vor neue Herausforderungen stellt. Dies soll ihm helfen, seine Panikattacken unter Kontrolle zu bekommen und über den eigenen Schatten zu springen. Rob tritt beispielsweise während einer Talentshow seiner Schule mit einer Szene von Macbeth auf der Bühne auf und protestiert mit seinem besten Freund Andrew vor ihrem lokalen Supermarkt gegen den Fleischkonsum. Er verbringt viel Zeit mit seinem Großvater, der dem Jungen viel bisher Unbekanntes aus seiner Vergangenheit im Krieg und mit Robs Großmutter erzählt. Außerdem erlebt sein Großvater Robs Entwicklung hautnah mit und unterstützt ihn bei seinen mutigen Aktionen, wie beispielsweise dem Protest vor dem Supermarkt.
Als er plötzlich stirbt, während Rob mit ihm Schach spielt, ist der Junge am Boden zerstört und vergisst die vielen Mutproben und seinen Schwarm Destry. Er merkt mit der Zeit, dass der Gedanke an Destry ihn nicht mehr nervös macht und sein Herz nicht mehr zu rasen beginnt, wenn jemand ihren Namen erwähnt. Am Tag der Beerdigung erfährt Rob von der heimlichen Geliebten seines Großvaters, dass die beiden ihm die Mutproben geschickt haben. Er bekommt ebenfalls eine letzte Mutprobe, welche lautet, dass er sein wahres Ich nicht mehr verbergen und Stolz für seine Identität beweisen soll.
Bei der alljährlichen Preisverleihung der Schule kurz vor den Sommerferien wird Rob der Preis für die besten sportlichen Leistungen verliehen, was an seiner Glanzleistung beim Fußballspiel liegt. Er wird auf die Bühne gebeten und auf Wunsch ‚Roberta‘ („Aber wir kennen ihn besser als Rob Fitzgerald.“) genannt. Erst an dieser Stelle des Romans verrät Rob damit, dass er ein Transmann ist und sich bereits in jungen Jahren für eine geschlechtsangleichende Operation entschieden hat. In einem letzten Gespräch mit Destry wird Rob bewusst, dass er für das Mädchen keine Gefühle mehr hat und die beiden gehen fortan getrennte Wege.
Am Ende des Romans erzählt Rob von seinen Therapiestunden mit der Psychologin Mrs. Pritchett, die seine selbstgeschriebene Geschichte zwar einerseits lobt, jedoch anmerkt, dass er viele Dinge nicht der Wahrheit entsprechend erzählt. Beispielsweise würden der Vater und der Großvater von Rob in Wahrheit nicht so gelassen mit der Geschlechtsveränderung umgehen und außerdem würde Rob die Toleranz seiner Mitschüler(-innen) um einiges positiver darstellen, als sie in Wahrheit ist. Rob jedoch sagt seiner Psychologin, dass er sich selbst komplett akzeptiert und fest an eine Welt glaubt, in der die Menschen freundlicher und herzlicher zueinander sind. Er verlässt die Therapiesitzung mit einem guten Gefühl und macht sich musikhörend auf den Weg nach Hause.

## Figuren

### Hauptfiguren
Rob Fitzgerald (Roberta Cathrine Fitzgerald)
Rob ist ein zurückhaltender Junge. Er leidet unter Panikattacken und hat große Probleme damit, vor Menschen aufzutreten. Sein bester Freund Andrew ist sein einziger Kumpel, was ihm aber vollkommen reicht, da Rob nicht besonders extrovertiert ist. Er ist ein Transmann, wurde als Roberta aufgezogen, entdeckte aber bereits in jungen Jahren, dass er als Junge leben möchte. Seither muss er viel durchmachen, sei es durch die Inakzeptanz seines Vaters und Großvaters oder die gemeinen Kommentare seiner Mitschüler und Mitschülerinnen. Er besucht deswegen bereits seit vielen Jahren eine Psychologin. Rob erzählt seine Geschichte jedoch äußerst positiv und stellt die wertenden Personen freundlicher und verständnisvoller dar, als sie es eigentlich sind, da er fest an eine tolerante Welt ohne Hass glaubt. Rob verliebt sich beim ersten Anblick direkt in die neue Mitschülerin Destry und versucht alles, um ihre Aufmerksamkeit zu gewinnen. Während dieses Prozesses verliert er langsam aber sicher seine Panik vor Aufmerksamkeit und wird viel selbstbewusster als zuvor, bis er feststellt, dass die Gefühle für Destry nachlassen. Obwohl das ursprüngliche Ziel so nicht erreicht wurde, ist Rob dennoch stolz auf seine eigene Entwicklung und entschließt sich nach Empfehlung seines Sportlehrers, an den Testspielen für die nationale U16 Fußballmannschaft teilzunehmen.

### Nebenfiguren
Alan Patrick Fitzgerald
Alan ist Robs Vater. Sein Körper wird von Rob als „eine Kugel auf einer Kugel“ (S. 7) beschrieben, da der runde Kopf, welcher einer Bowlingkugel gleicht, wie bei einem Schneemann auf dem kugelrunden Oberkörper sitzt. Alan hat „eine Glatze und mehr Kinn als gemeinhin üblich“ (S. 8). Er kann mit der Transidentität seines Kindes von Beginn an nicht umgehen und versteckt dies weder vor Rob noch vor anderen Personen. Alan ist leidenschaftlicher Golfspieler, beherrscht den Sport jedoch mehr schlecht als recht. Er bringt seinen Sohn gelegentlich auf den Platz mit, damit dieser seinen Golfkarren für ihn schieben kann.
Mrs. Fitzgerald
Mrs. Fitzgerald, dessen Vorname Rob nicht erwähnt, ist die Frau von Alan und Mutter von Rob. Dieser beschreibt sie als liebevoll und unterstützend in vielerlei Hinsicht, jedoch ist sie ebenfalls streng und duldet viele Aktionen ihres Sohnes nicht, beispielsweise seine Protestaktion vor dem Supermarkt. Mrs. Fitzgerald glaubt, dass Rob nicht so viel Zeit mit seinem Großvater verbringen sollte, da dieser ihrer Meinung nach einen schlechten Einfluss auf Rob hat, beispielsweise bezüglich des Vegetarismus. Außerdem sagt sie, dass junge Männer lieber mit anderen Jugendlichen Zeit verbringen sollten, als ihre Freizeit im Altersheim zu verbringen.
Patrick ‚Pop‘ Fitzgerald
Robs Großvater behauptet von sich selbst, älter als Adam und Eva zu sein. Rob beschreibt ihn als „eine Ansammlung von Runzeln in einem Nest von Grautönen“ (S. 19). Nachdem er im Krieg gekämpft hat und von diesen Erlebnissen noch Narben auf der Haut und auf der Seele trägt, ist er nun zu alt, um alleine zu wohnen. Aus diesem Grund lebt der Mann in einem betreuten Wohnheim für Senioren, welches er selbst als „Ort, an dem ein Haufen alter Fürze herumhängen und aufs Sterben warten“, oder auch als „Gottes Wartezimmer“ (S. 19) bezeichnet. Rob beschreibt seinen Großvater als fluchenden, aber ehrlichen Mann, an den man sich gewöhnen muss. Obwohl Patrick nur schwer mit der Transsexualität seines Enkels umgehen kann, will er ihn unterstützen und tut dies mit Hilfe seiner Geliebten Agnes, die ebenfalls in dem Wohnheim lebt. Er verstirbt im Verlauf der Geschichte.
Andrew Harris
Andrew ist Robs bester Freund. Er ist sportlich und beliebt bei den Mädchen, weshalb Rob nicht immer versteht, wieso er als komplettes Gegenteil von Andrew sein bester Kumpel ist. Er unterstützt Rob, wo er kann, und übt beispielsweise mit ihm das Fußballspielen, bis man erste Erfolge sieht. Außerdem nimmt er an Robs Protest vor dem Supermarkt teil. Trotzdem lässt er Rob in gewissen Situationen in Ruhe, wie beispielsweise in der Trauerphase nach dessen Großvaters Tod. Er spürt, wann Rob wirklich auf Hilfe angewiesen ist und wann er die Dinge lieber selbst in die Hand nimmt.
Destry Camberwick
Destry zieht aus Western Australia her und kommt in die Klasse von Rob, welcher sich direkt in sie verliebt und nur mit dem Wort „perfekt“ (S. 24) beschreiben kann. Obwohl sie Rob am Anfang der Geschichte nach seinen Angaben nicht bemerkt, ist sie schon kurze Zeit später von seinen mutigen Aktionen beeindruckt und erzählt ihrem Freund Justin von ihrem neuen positiv auffallenden Klassenkameraden. Nach der Schule geht sie oft mit ihrem Hund im Park spazieren. Als Destry von Robs Großvater erfährt, dass der Junge sich in sie verliebt hat, handelt sie vorerst nicht. Sie weiß von Beginn an, dass er transsexuell ist, und beschließt sich gegen Ende dazu, Rob zu küssen, obwohl sie einen Freund hat. Dies begründet sie mit den Worten, dass sie dies einfach schon immer machen wollte.
Daniel Smith
Daniel ist ein – letztlich imaginärer – Schulfeind von Rob. Er ist etwas fülliger auf eine stämmige Weise und „muskulös mit rotem Haar, das nach allen Richtungen absteht“ (S. 15). Er versucht seine kleine Größe durch das Schikanieren seiner Klassenkameraden nicht auffallen zu lassen. Durch ständiges Drohen mit Schlägen belästigt er Rob. Daniel setzt ihn stellvertretend für alle Kinder, die ihn für seine Transgeschlechtlichkeit geärgert haben, in seiner Geschichte ein.

## Buchausgabe
- Barry Jonsberg: Was so in mir steckt: Träume groß. Habe Mut. Und lass dich nicht aus der Ruhe bringen. cbj, München 2019, ISBN 978-3-570-16553-9 (erscheint im September).